# Хідетосі Вакуї
Хідетосі Вакуї (яп. 和久井 秀俊; нар. 12 лютого 1983, Тотіґі, Японія) — японський футболіст, півзахисник.

## Життєпис

### Ранні роки
Футболом почав займатися під час навчання в 4-му класі школи. У шкільній команді тренувався під керівництвом Негісі Сеіїті, який напередодні приходу Хідетосі завершив свою кар'єру у Джей-лізі. У середній школі, до якої пішов Вакуї, не було футбольного клубу, тому йому довелося виступати за бейсбольну команду. Оскільки він дуже хотів грати у футбол, то спочатку став президентом учнівської ради на другому курсі середньої школи, після чого заснував футбольну команду. На момент вступу до вищої школи Канума Хігаші, у футбольній команді не було тренера. Тому поряд з відточуванням футбольної майстерності йому довелося виконувати функції ще й тренера.

### Вояж до Бразилії
У 2001 році, після підтвердження про закінчення вищої школи Канума Хігаші префектури Тотіґі, самостійно поїхав до Бразилії, не чекаючи церемонії вручення дипломів. Переїжджаючи до Бразилії, заощадивши витрати на проживання лише за два місяці завдяки роботі на неповний робочий день. Місцевий рівень футболу вважався настільки високим, що людей, які не мали футбольного таланту, називали японцями.
У травні 2001 року намагався підписати професіональний контракт з «Санту-Андре». З 2002 року грав за «Атлетіко Жалезенсе».

### Повернення до Японії та виїзд за кордон
Розпочав грати у футбол на дорослому рівні 2003 року у складі японського клубу «Альбірекс Ніїґата». В основний склад клубу через травму пробитися не зміг, і наступного року направлений до фарм-клубу «Альбірекс Ніїґата Сінгапур», який виступав у чемпіонаті Сінгапуру. У Сінгапурі провів два сезони, зіграв 52 матчі та відзначився 9-ма голами.
На початку 2006 року перебрався до Європи. Півтора сезону виступав у Словенії у складі клубу «Інтерблок» із Любляни, став переможцем першого дивізіону сезону 2005/06, а наступного року виступав у вищому дивізіоні. У сезоні 2007/08 років грав у складі аутсайдера другого австрійського дивізіону «Бад-Ауссі». У вище вказаном сезоні провів 15 матчів за штірійців у другому дивізіоні, в яких відзначився одним голом. У 2008 році повернувся до Словенії та приєднався до команди «Гориця», клуб став срібним призером чемпіонату, але гравець ще до завершення сезону пішов із команди. У серпні 2009 року приєднався до празького «Богеміанса», з яким за підсумком сезону 2009/10 років вилетів із вищого дивізіону Чехії. Провів 11 матчів у Гамбрінус-лізі, після цього залишив команду. У 2010 році зіграв два матчі за «Мінськ», команда за підсумками сезону стала бронзовим призером чемпіонату Білорусі.

### «Нимме Калью»
У березні 2011 року перейшов до естонського «Нимме Калью», за який виступав наступні шість сезонів. Став чемпіоном Естонії (2012) та багаторазовим призером чемпіонату країни. У 2011 та 2012 році визнавався найкращим півзахисником чемпіонату Естонії та включався до символічної збірної сезону, у ці ж роки двічі посідав другі місця в опитуванні на найкращого гравця сезону. Багаторазово входив до топ-10 найкращих бомбардирів чемпіонату. 
У Лізі Європи дебютував 30 червня 2011 року в поєдинку проти «Гонки», а своїм першим голом у Лізі Європи відзначився 5 липня 2012 року в поєдинку проти «Хазара-Ленкорань». У Лізі чемпіонів дебютував 17 липня 2013 року в поєдинку проти ГІКа (Гельсінкі). Зіграв за клуб 4 матчі у Лізі чемпіонів та 18 матчів (5 голів) у Лізі Європи. 14 липня 2014 року оформив хет-трик у ворота «Таммеки» (Тарту). 21 м'яч, забитий у сезоні 2014 року, є найвищим показникои результативності серед японських гравців у Європі. У листопаді 2016 року стало відомо, що Вакуї покине клуб. Загалом у футболці «Нимме Калью» відзначився 67-ма голами у 176 матчах Мейстерліги.

### «Гністан» та «Калев»
У серпні 2017 року приєднався до фінського клубу другого дивізіону «Гністан». У сезоні 2011 року провів 11 матчів в Ікконені, але не зміг допомогти уникнути клубу пониження в класі. 2018 року знову грав в Естонії, цього разу за «Калев» (Таллін). У «Калеві» японець був капітаном і провів 31 гру в Мейстрілізі, в яких відзначився 9-ма голами. Після завершення сезону 2018 року залишив Калев. 2019 року повернувся до «Гністану», який опустився дивізіоном нижче. У третьому дивізіоні чемпіонату Фінляндії зіграв 22 матчі. Допоміг команді посісти друге місце в групі Б та повернутися до Ікконена.
За даними власного сайту, є гравцем із найдовшою професійною кар'єрою за кордоном серед усіх японських футболістів.
У своєму блозі оголосив, що завершив футбольну кар'єру в листопаді 2021 року.

## Статистика виступів

### Клубна
Станом на 10 листопада 2013
| Сезон             | Команда                        | Країна            | Дивізіон          | Ліга  | Ліга | Ліга   | Ліга      | Єврокубки | Єврокубки | Єврокубки |
| Сезон             | Команда                        | Країна            | Дивізіон          | Матчі | Голи | Асисти | Місце     | Змагання  | Матчі     | Голи      |
| ----------------- | ------------------------------ | ----------------- | ----------------- | ----- | ---- | ------ | --------- | --------- | --------- | --------- |
| 2003              | «Альбірекс Ніїґата»            | Японія            | 2                 | 0     | 0    | 0      | 1 (Ч) (П) |           |           |           |
| 2004              | «Альбірекс Ніїґата» (Сінгапур) | Сінгапур          | 1                 | 26    | 4    | ?      | 5         |           |           |           |
| 2005              | «Альбірекс Ніїґата» (Сінгапур) | Сінгапур          | 1                 | 26    | 5    | 7      | 5         |           |           |           |
| 2005–2006         | «Фактор» (Любляна)             | Словенія          | 2                 | 13    | 2    | ?      | 1 (Ч) (П) |           |           |           |
| 2006–2007         | «Фактор/Інтерблок» (Любляна)   | Словенія          | 1                 | 26    | 4    | ?      | 9         |           |           |           |
| 2007–2008         | «Бад Ауссі»                    | Австрія           | 2                 | 15    | 1    | ?      | 12 (В)    |           |           |           |
| 2008–2009         | «Гориця»                       | Словенія          | 1                 | 10    | 0    | ?      | 2         |           |           |           |
| 2009–2010         | «Богеміанс» (Прага)            | Чехія             | 1                 | 10    | 0    | ?      | 16 (В)    |           |           |           |
| 2010              | «Мінськ»                       | Білорусь          | 1                 | 2     | 0    | 0      | 3         |           |           |           |
| 2011              | «Нимме Калью»                  | Естонія           | 1                 | 35    | 7    | ?      | 2         | ЛЄУ       | 2         | 0         |
| 2012              | «Нимме Калью»                  | Естонія           | 1                 | 35    | 10   | ?      | 1 (Ч)     | ЛЄУ       | 2         | 1         |
| 2013              | «Нимме Калью»                  | Естонія           | 1                 | 30    | 15   | N/A    | 2         | ЛЧУ       | 4         | 0         |
| 2013              | «Нимме Калью»                  | Естонія           | 1                 | 30    | 15   | N/A    | 2         | ЛЄУ       | 2         | 0         |
| Загалом           | «Нимме Калью»                  | Естонія           | 1                 | 100   | 32   | ?      |           |           | 10        | 1         |
| Усього за кар'єру | Усього за кар'єру              | Усього за кар'єру | Усього за кар'єру | 229   | 48   | 7      |           |           | 10        | 1         |

- (Ч) = Чемпіон; (В) = Вибування; (П) = Підвищення

## Досягнення

### Клубна
«Нимме Калью»
- Мейстріліга
  -  Чемпіон (1): 2012
  -  Срібний призер (2): 2011, 2013

«Фактор»
- Друга ліга Словенії
  -  Чемпіон (1): 2005/06

«Гориця»
- Перша футбольна ліга Словенії
  -  Срібний призер (1): 2008/09

«Мінськ»
- Білоруська футбольна вища ліга
  -  Бронзовий призер (1): 2010

### Індивідуальні
- «Найкраща 11-ка» Мейстріліги (2): 2011, 2012
- Найкращий півзахисник Мейстріліги (2): 2011, 2012
- Найкращий гравець Мейстріліги
  -  Срібний призер (2): 2011, 2012
- Найкращий місяця в Мейстрілізі (3): серпень 2011, червень 2012, березень 2013
- «Найкраща 11-ка» місяця в Мейстрілізі (2): березень 2011, квітень 2011, червень 2011, серпень 2011, вересень 2011
- Трансфер року до Мейстріліги
  -  Срібний призер (1): 2011